# Palazzo Schio
Palazzo Schio (noto anche come Palazzo Schio Vaccari Lioy Angaran) è un palazzo di Vicenza del XVI secolo la cui facciata fu disegnata dall'architetto Andrea Palladio nel 1560.

## Storia
Palladio progettò per Bernardo da Schio la facciata della sua casa di Vicenza, nei pressi del ponte Pusterla, nel 1560, lungo Borgo Pusterla. Impegnato nelle realizzazioni veneziane, che in quegli anni lo spingevano a un soggiorno pressoché stabile nella capitale, Palladio dovette seguire distrattamente il cantiere, tanto che il lapicida incaricato della realizzazione interruppe i lavori per mancanza di chiare indicazioni.
Alla morte di Bernardo, la vedova non era interessata a concludere i lavori cui provvide il fratello di Bernardo, Fabrizio, nel 1574-1575, dopo che pietre e materiali da costruzione erano stati a lungo ammassati nel cortile.
L'edificio dalla famiglia Schio passò ad altre famiglie nobili: i Vaccari, quindi i Lioy e poi gli Angaran.
Il palazzo fu fatto restaurare - con alcune modifiche - dal nobile vicentino Carlo Angaran nel 1825, come si legge nell'iscrizione latina sotto il cornicione:

## Descrizione

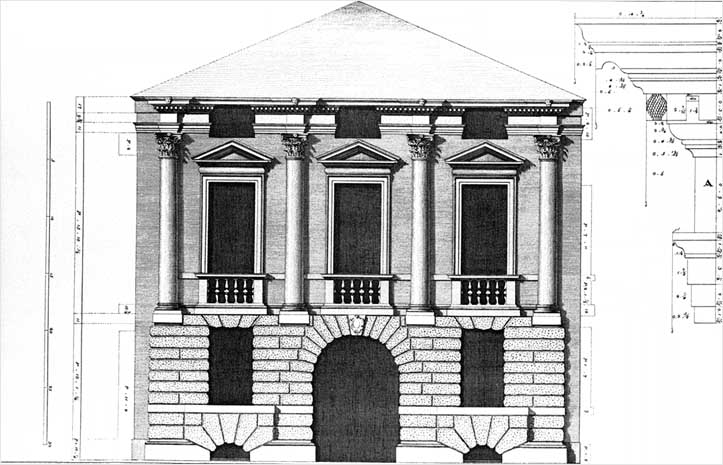
Palazzo Schio a Vicenza, la facciata progettata da Andrea Palladio (Ottavio Bertotti Scamozzi, 1776)

La facciata di rappresentanza del palazzo lungo la strada è relativamente stretta. Per il trattamento del piano nobile, Palladio opta per la sua divisione in tre arcate di uguale larghezza, scandite da quattro semicolonne con capitelli corinzi, libere ai tre quarti del muro e la cui base si integra col paramento dello zoccolo.
Gli spazi tra le colonne sono occupati da tre finestre con balcone aggettante, sormontate ciascuna da un frontone triangolare in forte sporgenza. Destinate ad illuminare il granaio, tre finestre, ricavate nella cornice architravata e murate nel 1825, occupavano l'estremità superiore. La facciata è animata peraltro da un gioco di luci ed ombre, grazie all'articolazione in parecchi strati di profondità ottenuta dall'utilizzo di colonne, sagomatura e balcone delle finestre e frontoni. Lo zoccolo del basamento è rivestito da un bugnato rustico; l'architetto rompe la relativa monotonia dell'ordito delle bugne grazie all'arco dell'atrio d'ingresso e, soprattutto, ai motivi trapezoidali che cingono le due aperture laterali inferiori.

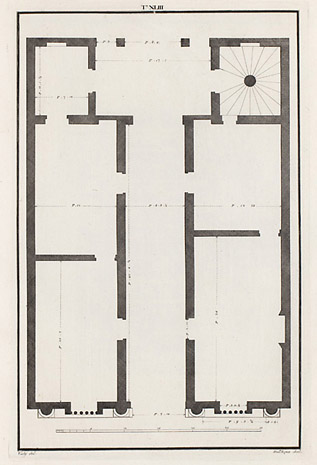
Pianta del Palazzo (disegno di Ottavio Bertotti Scamozzi, 1776)
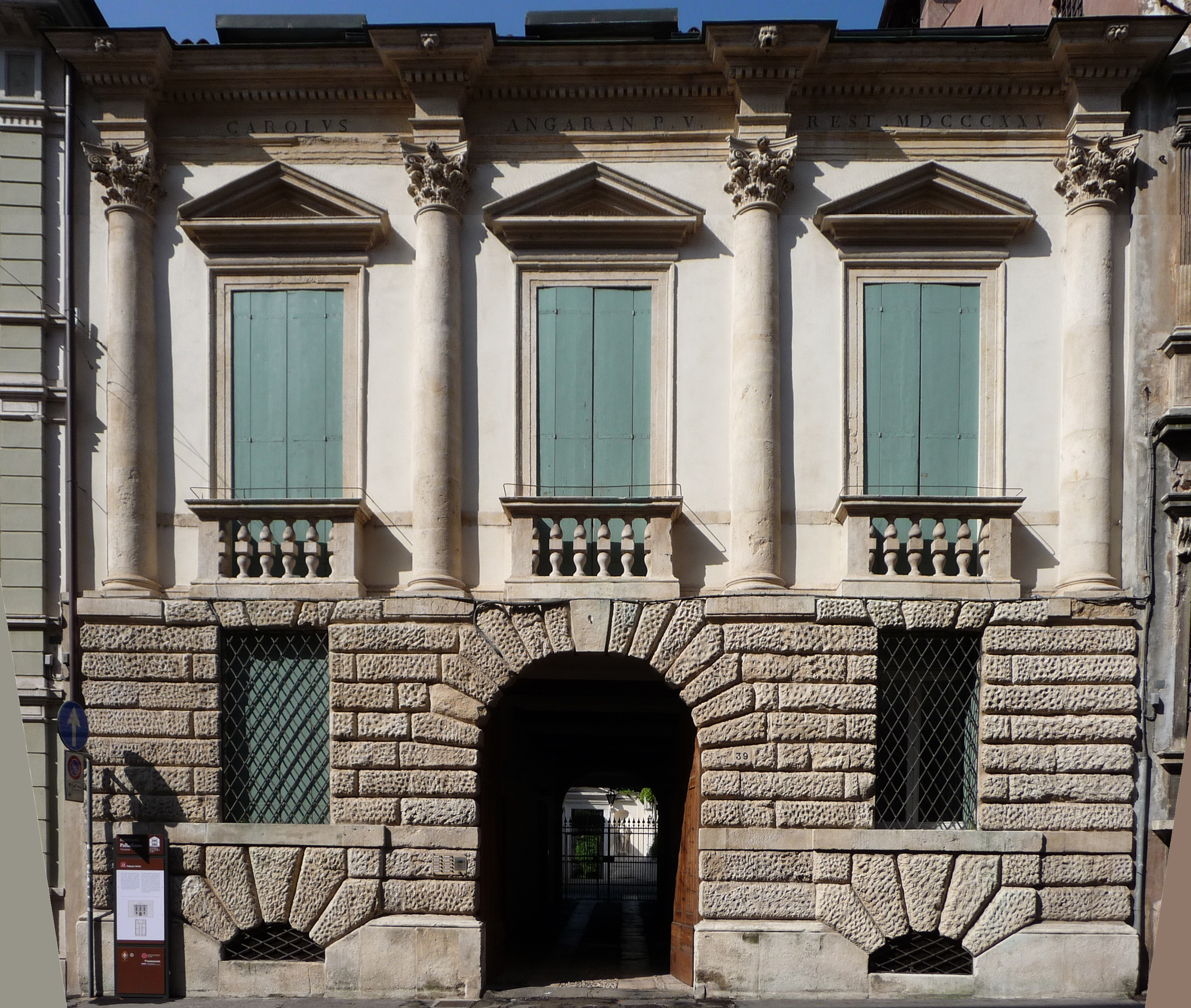
La facciata come si presenta attualmente (foto rettificata)
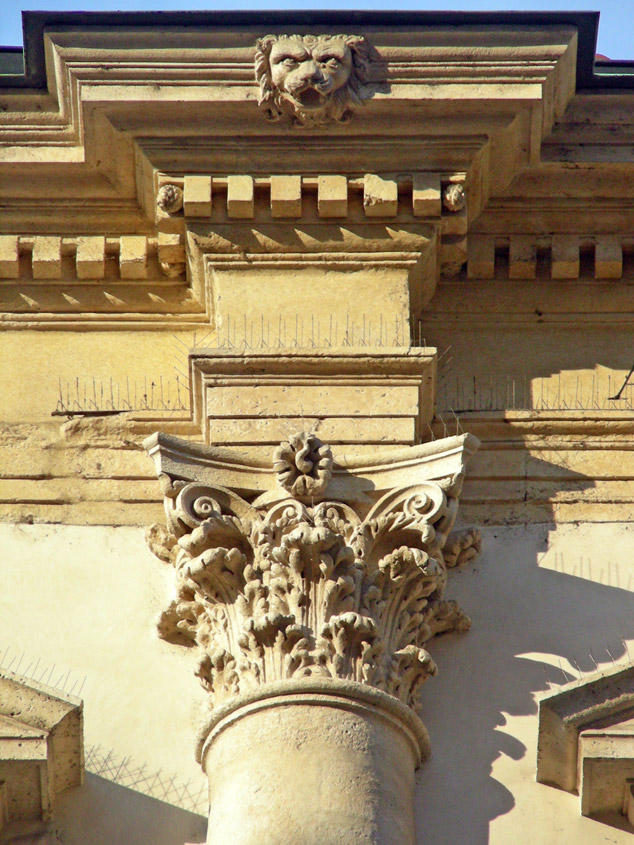
Dettaglio della facciata: capitello corinzio e trabeazione
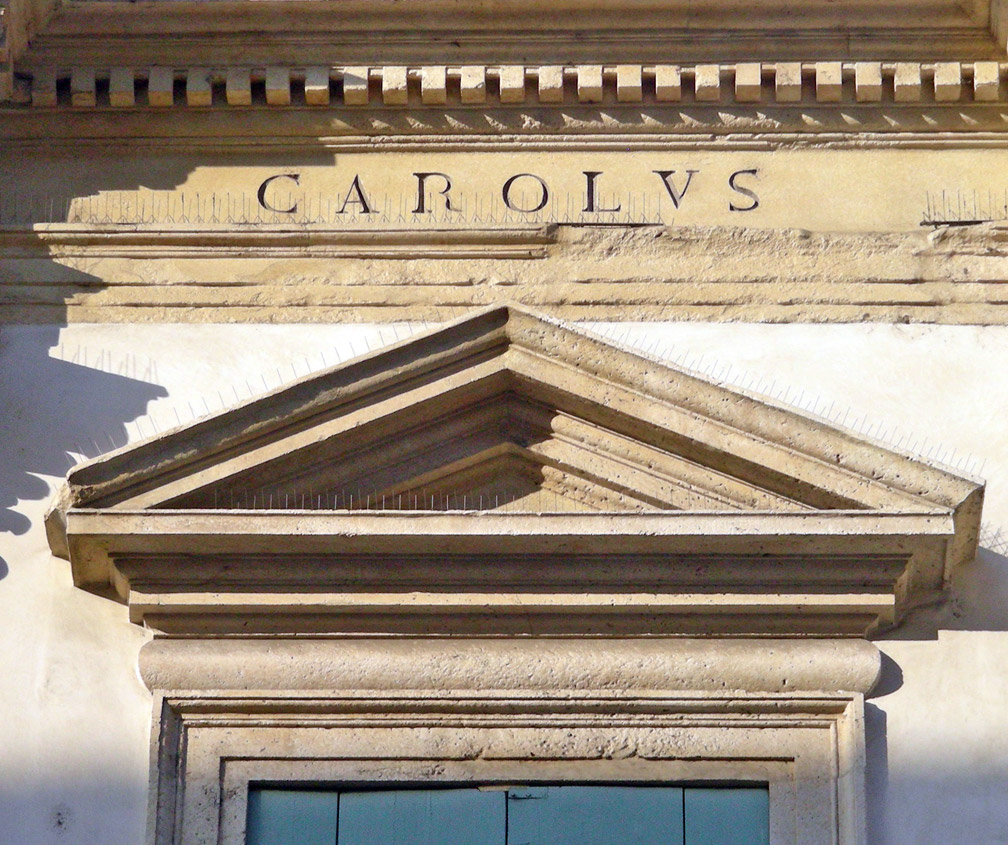
Dettaglio della facciata: timpano di finestra